# 珀拉斯凱縣 (印第安納州)
珀拉斯凱縣（英語：Pulaski County，/pʊˈlæskaɪ/ pə-ˈlæ-ski）是美國印地安納州中北部的一個縣。面積1,126平方公里。根據美國2000年人口普查估計，共有人口13,755人。縣治威納馬克（Winamac）。
成立於1835年2月7日。縣名紀念在美國獨立戰爭中戰死的波蘭志願者卡西米爾·普瓦斯基。